# Ionel Ganea
Ioan Viorel Ganea (n. 10 august 1973, Făgăraș, Brașov, România) este un fost fotbalist român,actual antrenor care ultima dată a fost directorul tehnic al echipei Dunărea Călărași, și care a jucat în echipa națională de fotbal a României, alături de care a participat la EURO 2000. A fost golgheterul Diviziei A în sezonul 1998-1999, când a marcat 28 de goluri. După retragerea din activitate, a devenit director sportiv la Dinamo București, pentru ca apoi să preia funcția de antrenor secund al echipei, în mandatul antrenorului Cornel Țălnar. În 2010 a ocupat funcția de antrenor principal la echipa FC Dinamo II București. Pe data de 27 martie 2012 a fost numit ca antrenor principal al formației FC CSCA-Rapid Chișinău.

## Cariera de fotbalist
Ganea a debutat în Divizia A la FC Brașov, în 1994. În vara anului 1998 a ajuns la Gloria Bistrița, pentru care în turul campionatului 1998-1999 a marcat 17 goluri. În pauza de iarnă s-a transferat la Rapid București pentru care a marcat alte 11 goluri, totalul de 28 aducându-i titlul de golgheter al Diviziei A. În același sezon a câștigat titlul de campion al României cu echipa bucureșteană.
Evoluțiile sale i-au adus o ofertă din Germania, în vara anului 1999 semnând cu VfB Stuttgart, echipă la care a evoluat timp de cinci sezoane. La expirarea contractului, Ganea a plecat liber la Bursaspor, în Turcia, unde a petrecut doar șase luni. După rezilierea contractului de comun acord, a semnat o înțelegere cu gruparea engleză Wolverhampton Wanderers. Echipa a retrogradat la finalul sezonului 2003-2004 din Premier League, dar Ganea a mai rămas doi ani, jucând în liga a doua engleză.
În 2006 a revenit în România, semnând un contract pentru un sezon cu Dinamo București, dar înțelegerea a fost ruptă la jumătatea timpului în ianuarie 2007 ajungând din nou la Rapid. Nici aici nu și-a dus contractul scadent în 2009 până la capăt, înainte de startul sezonului 2007-2008 ajungând la FC Timișoara, echipă la care avea să-și încheie cariera de jucător.

## Echipa națională
Ionel Ganea a debutat la prima reprezentativă a României la data de 3 martie 1999, într-un meci împotriva Estoniei, în care a și marcat ambele goluri ale victoriei României cu 2-0. A evoluat pentru România la EURO 2000, marcând golul victoriei împotriva naționalei Angliei, în ultimul meci din grupă, dintr-un penalti venit în minutele de final. A jucat în total 45 de meciuri la națională și a înscris 19 goluri.
În martie 2008 a fost decorat cu Ordinul „Meritul Sportiv” clasa a III-a, pentru rezultatele obținute la turneele finale din perioada 1990-2000 și pentru întreaga activitate.

## Controverse
Într-un meci dintre naționala României și Scoția, din 2004, Ganea l-a faultat dur pe scoțianul John Kennedy, producându-i acestuia o ruptură de ligamente la genunchi. Jucătorul care atunci avea 21 de ani și-a anunțat ulterior retragerea din fotbal, nereușind să-și mai revină complet.
În aprilie 2006, Ganea și-a criticat dur antrenorul de la Wolverhampton Wanderers, Glenn Hoddle, declarând despre acesta că este cel mai dificil antrenor cu care a lucrat vreodată.
În 2007, într-unul dintre primele sale meciuri la FC Timișoara, disputat cu fosta sa echipă, Rapid, Ganea l-a agresat pe arbitrul asistent Dorin Mudura, primind inițial o suspendare de 22 de etape, redusă apoi la 16 etape.
În septembrie 2011 a revenit pe teren pentru Sănătatea Cluj, echipă al cărei antrenor era, jucând o repriză în șaisprezecimile cupei României într-un meci pierdut în fața echipei Steaua București cu 4-0.

## FC Voluntari
În ianuarie 2016, Ionel Ganea a fost pus antrenor al echipei FC Voluntari de președintele de onoare Mitică Dragomir, dar a rezistat doar trei luni. În 2018, a devenit antrenor al echipei proaspăt retrogradate în Liga a II-a ACS Poli Timișoara.